# イニゴ・レクエ
イニゴ・レクエ・マルティネス（Iñigo Lekue Martínez, 1993年5月4日 - ）は、スペイン・バスク州ビスカヤ県ビルバオ出身のサッカー選手。アスレティック・ビルバオ所属。ポジションはディフェンダー。

## 経歴
2013年6月21日、アスレティック・ビルバオのリザーブチームであるビルバオ・アスレティックに昇格した。
2015年8月15日のFCバルセロナ戦でトップチームデビュー。12月21日にはCDルーゴ戦でプロ初得点を決めた。